# 朴命善
朴命善（박명선，1943年6月15日—），北韓政治家，官至內閣副總理及最高人民會議代議員。

## 生平
朴命善的父親是朴正浩，兄長朴明哲。1959年，到南韓當間諜的朴正浩被捕殺，此後朴氏兄妹得到金日成和金正日的關照。1986年，朴命善被任命為平壤市對外服務總局局長。之後，她在1998年最高人民會議選舉中當選為代議員。翌年，她成為祖國統一民族聯合的北方總部副議員以及內閣對外服務局局長。
2003年，朴命善擔任無關稅公司社長。2008年，她出任朝鮮烹飪協會會長及平壤對外服務學院院長。隨後的一年，她第二次當選為最高人民會議的代議員。同年，她被提拔為內閣副總理。2010年6月，她卸任副總理一職。2011年，她獲委任為人民服務總局局長。

## 資料來源
1. ↑  "金正日親信陸續消失 金正恩欲擺脫父親陰影" 《朝鮮日報》中文版 2012 10 18
2. 1 2 3 4  .   [2014-02-04]. （原始内容存档于2018-11-19）.
3. ↑  "北朝鮮新副首相の朴命善氏は女性" 的存檔，存档日期2014-02-22.
4. ↑  .   [2014-02-04]. （原始内容存档于2010-06-11）.
5. ↑  .   [2014-02-04]. （原始内容存档于2014-02-22）.